# Konsza
Konsza (hiszp. concha – muszla) – zbiornik z mieszadłem do mieszania (konszowania) masy czekoladowej.
Konszowanie przeprowadza się w celu zemulgowania składników masy oraz odparowania nadmiaru wody. Konszowanie prowadzi się w temperaturze od 55 do 90 °C (rzadziej: do 105 °C) przez 2 lub 3 doby. Mieszanie w tym procesie jest bardzo intensywne i połączone z przerzucaniem masy. W czasie tego procesu uszlachetniającego, oprócz redukcji zawartości wody o średnio około 40% zmniejsza się też kwasowość (o 25%), zmniejsza się lepkość masy, zmniejsza się też zawartość garbników. Podczas tego procesu dodawane są także składniki uzupełniające, jak pasta kawowa, etylowanilina, lecytyna.
Czas i temperatura konszowania zależy od rodzaju czekolady i od typu konszy. Nie przekracza się jednak temperatury 110 °C, powyżej której cukier zawarty w masie zaczyna karmelizować, co zmienia smak produktu, czyniąc go nieprzyjemnie gorzkim.